# Marche pour la vie (Paris)
Pour les articles homonymes, voir Marche pour la vie.

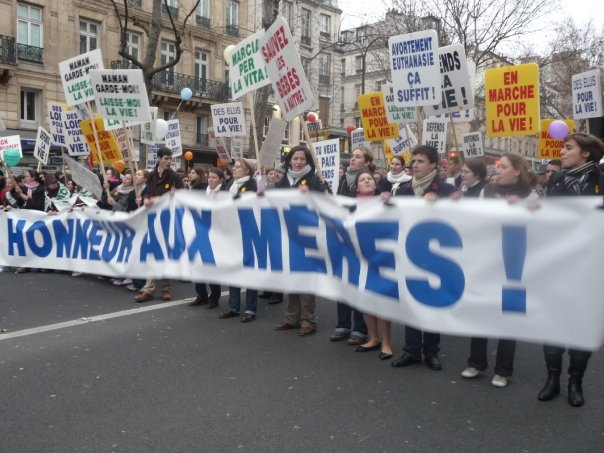
Une vue du cortège de la marche pour la vie du 25 janvier 2009.

L'appellation « marche pour la vie » est utilisée pour désigner une manifestation annuelle parisienne contre l'avortement ou  encore la légalisation de l'euthanasie.

## Avant 2005
La lutte contre l'avortement a toujours existé sous des formes diverses, notamment sous la forme d'actions appelées Commandos anti-IVG au début des années 1990, qui ont pu aller jusqu'à saccager un centre d'avortement.
Avec le renforcement de la législation en faveur de l'IVG par les lois Neiertz de 1993, puis Aubry de 2001, et après le passage de Xavier Dor par la prison pour manifestation illégale, ce type d'action a fini par cesser.
Les premières manifestations pacifiques débutent le 17 janvier 1988, où plusieurs milliers de personnes opposées à la dépénalisation de l'avortement défilaient à l'appel de l'Association, pour ce qu'ils appelaient l'« objection de conscience à toute participation à l'avortement » (AOCPA). 
Au comité de parrainage de la marche figuraient notamment les personnalités suivantes : Jean Guitton, Michel Mohrt, Eugène Ionesco, Alfred Sauvy, Jeanne Bourin, Hamza Boubakeur et les prêtres catholiques Guy Gilbert et Joseph Wresinski
Le 22 janvier 1995, 8 500 personnes selon la police, 30 000 selon les organisateurs, défilaient à l'appel de l'Union pour la vie, présidée par la députée UDF Christine Boutin, qui fédérait une vingtaine d'associations opposées à l'avortement dont la Confédération nationale des associations familiales catholiques et Choisir la vie.

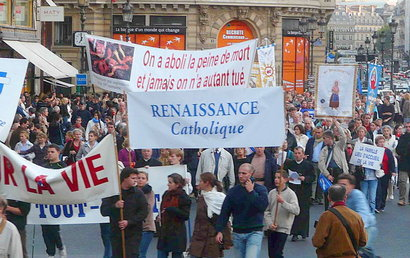
Marche pour la vie organisée par Renaissance catholique en 2009.

Depuis 1991, une marche de prière « pour la vie et contre la culture de la mort » a lieu en octobre à l'invitation de l'association Renaissance catholique, association qui se donne pour objet « d'œuvrer pour la restauration des valeurs chrétiennes dans la société française ». En 2008, elle aurait rassemblé plusieurs centaines de personnes selon la police.

## Manifestations «pro-vie»
Depuis 2005, la marche pour la vie est une manifestation annuelle revendiquant l'abolition de l'avortement. Organisée par les associations « pro-vie » et le Collectif « 30 ans ça suffit/ En marche pour la vie », elle se déroule à Paris en janvier de chaque année depuis 2005. 

### Le collectif «30 ans ça suffit/ En marche pour la vie»
Le collectif 30 ans ça suffit a réuni des associations françaises du mouvement « pro-vie » en 2005, à l'occasion du trentième anniversaire de la légalisation de l'avortement en France. À l'automne 2008, le collectif a pris le nom « En marche pour la vie ».
Il a pour but de fédérer l'action des diverses associations agissant dans le but d'abroger le texte de loi voté en 1975, dit « loi Veil ». Ces associations ont des actions variées : sensibilisation du grand public, lobbying parlementaire, action spirituelle c'est-à-dire prière dans les rues, aide à l'accueil de la maternité. Le Collectif revendique un caractère apolitique et aconfessionnel.
« Le Collectif réunit des associations qui agissent chacune dans leur domaine et selon leur caractère propre pour la défense de l'enfant à naître, la protection maternelle et la promotion de la vie de sa conception à sa fin naturelle. » 
En 2012, le collectif En marche pour la vie est composé des associations suivantes : l'Association des chrétiens protestants et évangéliques pour le respect de la vie (ACPERVIE), AOCPA-Choisir la vie, Comité pour Sauver l'Enfant à Naître, Confédération des familles chrétiennes, Coordination pour la vie en Saône-et-Loire, Étudiants Pro-Vie (EPV), La trêve de Dieu, Laissez-les-Vivre SOS futures Mères, Promouvoir, Renaissance catholique, Rivage, Soignants Porteurs d'Espérance, SOS la vie, SOS Tout-Petits.
Il a publié, en 2005, un livre blanc tentant de faire le point sur l'avortement provoqué en France.

### Éditions de la «marche pour la vie»
La première édition a eu lieu le 23 janvier 2005, elle aurait rassemblé 3 400 personnes selon la police. 
La 4e édition s'est tenue le 20 janvier 2008 avec le soutien de 6 évêques français (André Fort, Dominique Rey, Raymond Centène, GuyBagnard, Gilbert Aubry, Jean-Pierre Cattenoz). Selon la police, 2 500 personnes y auraient participé. Les organisateurs avancent, quant à eux, le nombre de 20 000 manifestants, que la presse estime à « plus de 10 000 ».
La 5e édition, qui a eu lieu le 25 janvier 2009, a revendiqué l'alignement des législations européennes sur l'avortement dans le sens du « respect de la vie humaine ». Elle a rassemblé environ 10 000 personnes selon la presse, (2 800 selon la police, de 15 à 20 000, selon les organisateurs).
La 6e édition s'est déroulée le dimanche 17 janvier 2010, jour anniversaire des 35 ans de la promulgation de la loi Veil de 1975. Revendiquant le soutien de 25 évêques,, dont le cardinal Barbarin, elle aurait rassemblé 3 100 personnes selon la police et entre 20 et 25 000 selon les organisateurs.
La 7e édition a eu lieu le 24 janvier 2011 avec 6 500 personnes (40 000 selon les organisateurs) et le soutien de nombreuses personnalités dont Christine Boutin au nom du PCD, de Bruno Gollnisch et Xavier Lemoine, Maire de Montfermeil.
La 8e édition a eu lieu le 22 janvier 2012, réunissant 6 850 participants selon la police, 30 000 selon les organisateurs.
L'édition 2013 a été annulée dans le cadre de l'opposition au mariage entre personnes de même sexe et les organisateurs ont rejoint La Manif pour tous.
En 2014, la marche, organisée le 19 janvier, veille de l'examen par l'Assemblée nationale d'une loi controversée sur l'avortement, a rassemblé 16 000 personnes selon la police, 40 000 selon les organisateurs, cette manifestation était notamment soutenue par le pape François, il y avait aussi la présence du cardinal Philippe Barbarin. Cette année la manifestation est partie de la place Denfert-Rochereau pour finir aux Invalides, les organisateurs avaient invités les participants à venir en rouge et jaune afin de montrer leur soutien aux Espagnols.
En 2015, organisée le 25 janvier, toujours soutenue par le pape et plusieurs évêques, la marche a réuni 45 000 manifestants selon les organisateurs, 11 000 selon la préfecture de police. Particularité du rassemblement cette année, la forte opposition à l'euthanasie (le parlement doit légiférer en 2015 à ce sujet). Étaient présents notamment Viviane Lambert (mère de Vincent Lambert), Bruno Gollnisch, Jacques Bompard, le cardinal Barbarin, Karim Ouchikh (président du SIEL), Charles Beigbeder et Grégor Puppinck.
En 2016, la manifestation est annulée pour des raisons de sécurité liées au terrorisme.
La 11e édition a eu lieu le 22 janvier 2017, réunissant 7 000 participants selon la police, 50 000 selon les organisateurs,,.
La 12e édition a lieu le 21 janvier 2018 et réunit 8 500 personnes selon la police, 40 000 selon les organisateurs,.
Le 20 janvier 2019 avait lieu la 13° édition. 7 400 personnes ont défilé selon la police, soit 1 100 personnes de moins que l'année précédente, tandis que les organisateurs affichent le nombre de 50 000 participants, soit 10 000 personnes de plus. Le thème principal était la préservation de la clause de conscience des personnels soignants. L'invité d'honneur était le sénateur argentin Mario Fiad, le sénat argentin ayant voté contre l'avortement en aout 2018 malgré de très fortes pressions d'organisations internationales, selon lui .
L'édition 2023 de la « marche pour la vie » se tient dans le contexte du débat parlementaire autour de la loi visant à constitutionnaliser le droit à l'IVG, de la Convention citoyenne sur la fin de vie ; ainsi que de la récente révocation de l'arrêt Roe v. Wade aux États-Unis ayant permis d'interdire l'IVG dans plusieurs États. Des militantes du groupe féministe Femen mènent une action de contre-manifestation. Cinq d'entre elles sont arrêtées. La marche réunit 6 300 manifestants selon la police, 20 000 selon les organisateurs,.
En 2024, la sécurité de l'événement est assurée par des membres de l'Action française. Des personnalités favorables à la cause anti-avortement telles que Patrice Martineau et Jean-Marie Le Méné prennent la parole lors de cet événement. Des militants identitaires et catholiques traditionalistes ainsi que le Groupe union défense y participent également. Il rassemble 15 000 participants selon les organisateurs et 6 000 selon la police. La marche intervient dans le contexte du projet de loi visant à constitutionnaliser l'IVG et de débats sur l'aide active à mourir. Des manifestants revendiquent l'échographie obligatoire dès la sixième semaine de grossesse et la protection de la liberté de conscience des personnels de santé.